# RFactor
Az rFactor (röviden rF, vagy rF1) az ISI saját fejlesztésű szimulátora, mely 2005-ben jelent meg. Lehetővé teszi bármilyen négy kerekű jármű vezetését az utcai autóktól kezdve a nyitott karosszériás versenyautókig bármilyen korszakból. A legelső teljes verzió 2005 novemberében jelent meg. Bár nem volt nagy versenyképessége a piacon, sok technikai előnye volt a gumik kopásának modellezésében, komplex aerodinamikának megtervezésében, a 15 szabadsági fokos fizikai motor segítségével.
Az rFactor-t az Image Space Incorporated fejlesztette, amely már az 1990-es évek eleje óta fejleszt szimulátorokat reklám- és katonai célokra. Az isiMotor2, melyen a szimulátor is alapszik, egy közvetlen utódja annak a motornak, melyeket korábbi szimulátorokban alkalmaztak az ISI fejlesztői. Ilyen például az F1 Challenge ’99–’02, melyet az EA Sports adott ki. Az isiMotor2-t más szimulátorokban is alkalmazták.

## A játék
A játék a „Személye szabás, Irányítás, Csatlakozás”-elven (Customize, Control, Connect) alapul, miszerint a játékban tetszőlegesen állítunk be mindent, majd csatlakozunk valamelyik szerverre.
Az rFactor részletes menürendszerrel rendelkezik, az egyjátékos és többjátékos módhoz egyaránt. Lehetséges beállítani az autó mechanikai jellemzőit, csevegni a versenytársakkal, kihajtani a pályára az autóval. Lehetséges többféle kameraállásból vezetni, de a játékosok által legkedveltebbek, a belső nézet, a hátulnézet, valamint nyitott karosszériás autók esetén a TV-kamera nézete.
A játékosok visszajelzése alapján, számítógéphez csatlakoztatható kormánnyal a legcélszerűbb és a legélvezetesebb a vezetés, de lehetőség nyílik a billentyűzettel és joystick-kel történő irányításra is. A billentyűzeten számos cselekvés gombját is beállíthatjuk, mint például a boxszemélyzet kérése vagy a fékerőeloszlás beállítása, de ezek is kormányra beállíthatók. A versenypályáról a boxba ugorhatunk az escape (Esc) billentyű használatával. 

## Modifikációk
Rengeteg nem hivatalos mod készült már el a szimulátorra. Ezek általában Formula–1, NASCAR, IndyCar vagy V8 Supercars szezonjainak feldolgozásai szoktak lenni, de rali-modokat is előszeretettel készítenek. Amellett hogy kifejezetten erre csinálnak modokat, nagyon sokat konvertálnak más játékból ebbe, különböző programok segítségével. Ismertebb „modkészítő” csapat volt a CTDP és a magyar RFT. A szimulátor népszerűségét a mai napig az adja hogy nagyon könnyű modot készíteni rá.

## Fejlesztése
A szimulátor alapját F1 Challenge ’99–’02 adja, és ezt fejlesztették tovább.

## Tartalom
A játék fiktív nyitott-, és zártkarosszériás autókat, valamint pályákat tartalmaz.

## rFactor 2
2009-ben az ISI bejelentette az rFactor 2 (röviden rF2) fejlesztését, mely már tartalmazni fog időjárási jelenségeket, valamint igényesebb grafika fogadja a játékosokat. Első verzió megjelenése: 2013. március 28.

## Forrás
Ez a szócikk az angol rFactor szócikken alapszik.